# Rothenbühl (Ebermannstadt)
Rothenbühl ist ein Gemeindeteil der Stadt Ebermannstadt im Landkreis Forchheim (Oberfranken, Bayern).

## Geografie
Der in der Wiesentalb gelegene Weiler und liegt etwa zwei Kilometer nordöstlich des Ortszentrums von Ebermannstadt auf einer Höhe von 298 m ü. NHN.

## Geschichte
Die erste urkundliche Erwähnung von Rothenbühl war in der zweiten Hälfte des 14. Jahrhunderts mit dem Namen „Rotenbuhel“. Bis zum Beginn des 19. Jahrhunderts unterstand Rothenbühl der Landeshoheit des Hochstifts Bamberg. Die Dorf- und Gemeindeherrschaft wurde vom Amt Ebermannstadt als Vogteiamt ausgeübt. Auch die Hochgerichtsbarkeit stand diesem Amt als Centamt zu.
Als das Hochstift Bamberg infolge des Reichsdeputationshauptschlusses 1802/03 säkularisiert und unter Bruch der Reichsverfassung vom Kurfürstentum Pfalz-Baiern annektiert wurde, wurde damit Rothenbühl ein Teil der bei der „napoleonischen Flurbereinigung“ in Besitz genommenen neubayerischen Gebiete.
Durch die Verwaltungsreformen zu Beginn des 19. Jahrhunderts im Königreich Bayern wurde Rothenbühl mit dem Zweiten Gemeindeedikt 1818 ein Teil der Ruralgemeinde Ebermannstadt.

## Verkehr

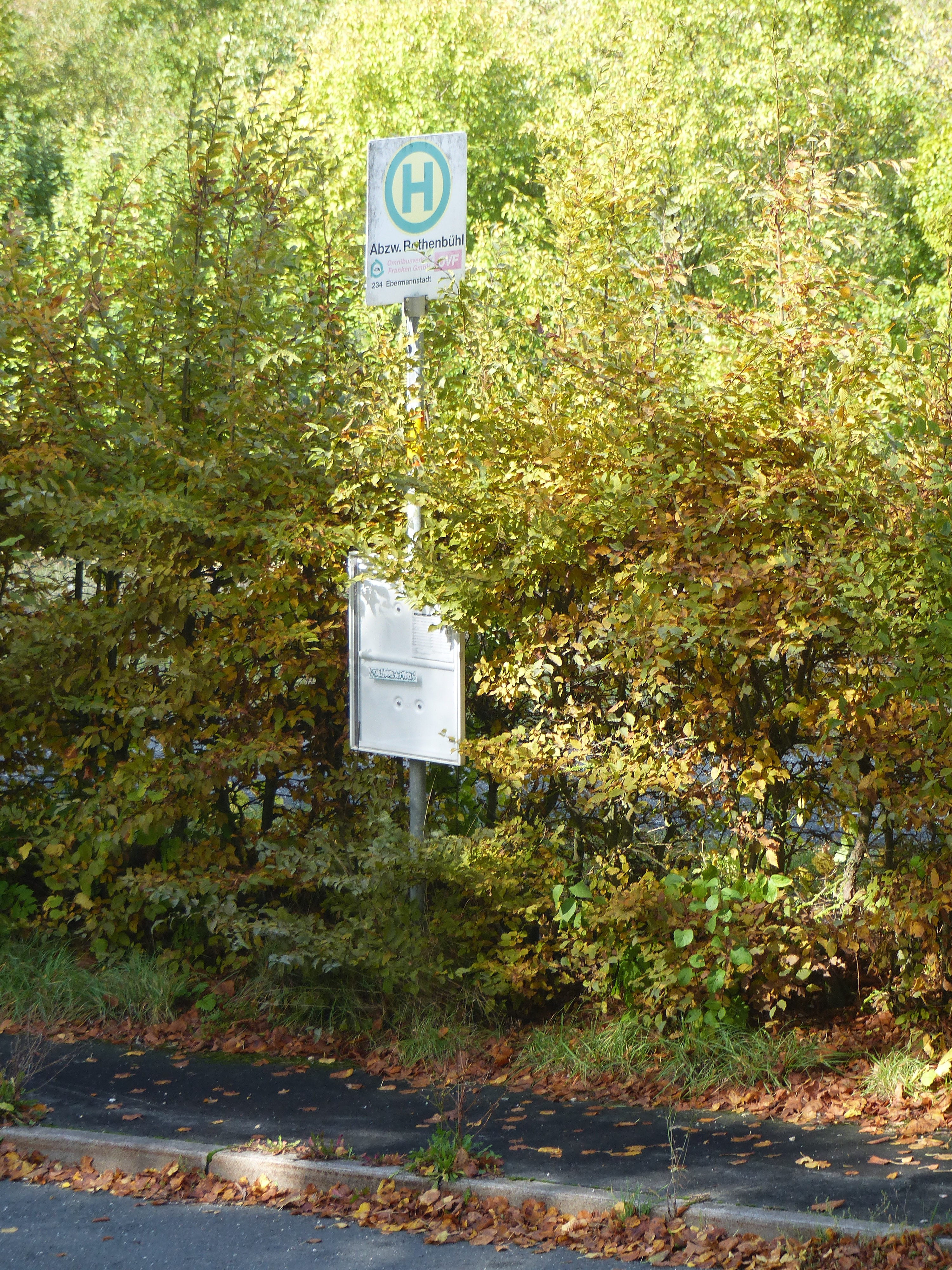
Die an der St 2685 gelegene Bushaltestelle von Rothenbühl

Etwa einen Kilometer südwestlich von Rothenbühl zweigt von der Staatsstraße St 2685 eine Gemeindeverbindungsstraße ab, die den Weiler durchquert und weiter nach Niederfellendorf führt. Bei dieser Abzweigung liegt eine Haltestelle, die vom ÖPNV mit der Buslinie 234 des VGN bedient wird. Der nächstgelegene Bahnhof, der Endbahnhof der Wiesenttalbahn, befindet sich in Ebermannstadt.

## Baudenkmäler
Am südöstlichen Ortsrand von Rothenbühl steht eine denkmalgeschützte Kapelle.